# 朝比奈健人
朝比奈 健人（あさひな けんと）は、日本の作曲家、編曲家。

## 来歴
主にアニメの音楽・劇伴（サウンドトラック）などを制作。
大編成の生オーケストラを起用した壮大な曲から、ソロ楽器を生かした繊細な曲。また、アンビエントやシンセを融合したハイブリッドなアプローチからバンドサウンドまで引き出しも広く、フィルムスコアリングの劇伴も得意とする。
また、映画的な物語を大事にした歌唱曲の編曲を手掛けることも多い。
KAMITSUBAKI STUDIO 関連の音楽制作にも多数携わる。特にV.W.P 関連では、ライブでのオープニングやエンディング、展開シーンなどの劇中のサウンドトラックを多く手掛け、歌ものの編曲も多く手掛けている。

## 主な楽曲提供

### 劇伴（Sound Track）

#### テレビアニメ劇伴
- 「神椿市建設中。」劇伴（作曲・編曲）（2025年）TBS系列全28局[2]
- 「無職の英雄 別にスキルなんか要らなかったんだが」劇伴（作曲・編曲）（2025年）[3]
- 「最凶の支援職【話術士】である俺は世界最強クランを従える」 劇伴（作曲・編曲）（2024年）TOKYO MX他[4]

#### アニメ劇伴
- 「原神〜Genshin〜神の怒～」 劇伴（作曲・編曲）、音響監督（2024年）
- 「原神〜Genshin～グゥオパァー（锅巴）～」 劇伴（作曲・編曲）（2024年）
- 「少女革命計画アニメ」 劇伴（作曲・編曲）（2024年）

#### 映画
- 「神椿市建設中。魔女の娘 -Witchling-」劇伴（作曲・編曲）（2025年）

#### ライブ劇伴（Sound Track）
- V.W.P （花譜、理芽、春猿火、ヰ世界情緒、幸祜）
  - 神椿代々木決戦二〇二四<DAY1>　2nd ONE-MAN LIVE「現象Ⅱ -魔女拡成-」　代々木第一体育館　劇伴（作曲・編曲）
  - KAMITSUBAKI WARS 2024 神椿幕張戦線 (DAY1)「現象II（再）」IN 幕張メッセイベントホール　劇伴（作曲・編曲）
  - SINKA LIVE SERIES EP.Ⅳ V.W.P 3rd ONE-MAN LIVE「現象Ⅲ-神椿市探訪中-」劇伴（作曲・編曲）
- 花譜
  - 神椿代々木決戦二〇二四<DAY2>　4th ONE-MAN LIVE「怪歌」代々木第一体育館　劇伴（作曲・編曲）
  - KAMITSUBAKI WARS 2024 神椿幕張戦線 (DAY2)「怪歌（再）」IN 幕張メッセイベントホール　劇伴（作曲・編曲）
  - 花譜 & MoriCalliope「大阪・関西万博 バーチャル大阪パビリオン」 Virtual Live 「ARK或ル世界」 劇伴（作曲・編曲）
- 春猿火
  - 2nd ONE-MAN LIVE 「シャーマニズムⅡ-神椿市弐番街-」　劇伴（作曲・編曲）
  - 3rd ONE-MAN LIVE 「シャーマニズムⅢ」IN ZEPP SHINJUKU　劇伴（作曲・編曲）、ED『逆転』オーケストラアレンジ
- 幸祜
  - 2nd ONE-MAN LIVE「PLAYER Ⅱ -神椿市肆番街-」 劇伴（作曲・編曲）
  - 3rd ONE-MAN LIVE「PLAYER Ⅲ」IN ZEPP SHINJUKU　劇伴（作曲・編曲）
- 理芽
  - 2nd ONE-MAN LIVE「NEUROMANCE2 -神椿市壱番街-」 劇伴（作曲・編曲）
  - 3rd ONE-MAN LIVE「NEUROMANCE Ⅲ」IN TOKYO DOME CITY HALL　劇伴（作曲・編曲）、ED『的シリーズメドレー』アレンジ
- CIEL
  - 「CIEL 1st VIRTUAL LIVE「空想劇-神椿市伍番街-」 劇伴（作曲・編曲）、ライブアレンジ、キーボード演奏
- ヰ世界情緒 　
  - 3rd ONE-MAN LIVE「Anima Ⅲ」パシフィコ横浜 国立大ホール　劇伴（EDのインストバージョン編曲）
- 「KAMITSUBAKI FES '24」劇伴（ED）

#### 舞台劇伴
- バーチャル舞台劇「御伽噺(染) 」Feat. KAMITSUBAKI PHILHARMONIC ORCHESTRA　劇中歌の生オーケストラアレンジ

#### 映像作品
- 「神椿市建設中。REGENERATE Teaser Movie」（東京ゲームショウ2023出展） 劇伴
- 「神椿市建設中。VIRTUAL REALITY Teaser Movie」（東京ゲームショウ2023出展） 劇伴
- KAMITSUBAKI VERSE「The Next Web3 Entertainment」 劇伴（作曲・編曲）

#### ゲーム
- 「神椿市建設中。REGENERATE」BGM（作曲・編曲）（2025年）
- 「project canvas 〜ヰ世界情緒育成計画〜」BGM（作曲・編曲）（2024年）

### 歌もの

#### 歌もの編曲、作曲・編曲
- V.W.P（花譜、理芽、春猿火、ヰ世界情緒、幸祜）
  - 『切札』　V.W.P 15th Single（編曲）（TVアニメ『カードファイト!! ヴァンガード Divinez 』 OP主題歌）[5]
  - 『感情』　V.W.P 14th Single（編曲）[6]
  - 『暁光』　V.W.P 20th Single（編曲）
  - 『真偽』　V.W.P 21th Single（編曲）（ゲーム『神椿市建設中。REGENERATE』主題歌）
  - 『都市 from 神椿市建設中。REGENERATE』　V.W.P EP[7]
    - 01：真偽　編曲
    - 02：神話　編曲
    - 03：流転　編曲
    - 04：決意　編曲

  - 『覚醒』　V.W.P 2nd ALBUM
    - 01：侵入（作曲・編曲）
    - 03：感情（編曲）
    - 06：明日（編曲）
    - 10：切札（編曲）
    - 11：暁光（編曲）
    - 15：顕在（作曲・編曲）
- 花譜
  - 『寓話』　花譜 4th Album
    - 01：かみのいないせかいで（Instrumental）（作曲・編曲）
    - 04：俯瞰する事象（編曲）
    - 15：そしてまたはじめる（Instrumental）（作曲・編曲）
- ヰ世界情緒
  - 『色彩』　ヰ世界情緒2ndアルバム
    - 01：息吹-instrumental-（作曲・編曲）
    - 15：色彩-instrumental-（作曲・編曲）

  - 『果てなきソラへ』（編曲） ゲーム『ステラソラ』（Yostar）主題歌

- 春猿火
  - 『身空歌』（編曲、サウンドプロデュース）[8]
  - 『巫女』（編曲、サウンドプロデュース）[9]
- 幸祜、CIEL
  - 『此処で咲かせて』（編曲）
- V.I.P (可不 星界 裏命 狐子 羽累) 
  - 『月光』（編曲）